# Taça do Mundo de Atletismo de 1979
A segunda edição da Taça do Mundo de Atletismo decorreu em Montreal, no Canadá, entre 24 e 26 de agosto de 1979.

## Edições
1977 | 1979 | 1981 |1985 | 1989 | 1992 | 1994 | 1998 | 2002 | 2006 | 2010 |

## Provas
| Corridas: 100 m - 200 m - 400 m - 800 m - 1500 m - 5000 m - 10000 m Obstáculos: 100 m barreiras - 110 m barreiras - 400 m barreiras - 3000 metros obstáculos Saltos: Altura - Comprimento - Triplo - Vara Lançamentos: Peso - Disco - Dardo - Martelo Estafetas: 4 x 100 m - 4 x 400 m |

## Equipes participantes
- AFR - África
- AME - Américas (excluindo Estados Unidos)
- ASI - Ásia
- EUR - Europa (excluindo RDA e URSS)
- OCE - Oceania
- RDA - Alemanha Oriental
- URS - União Soviética
- USA - Estados Unidos

## Resultados

### Classificações gerais
| Lugar | País              | Pontos |
| ----- | ----------------- | ------ |
| 1     | Estados Unidos    | 119    |
| 2     | Europa            | 112    |
| 3     | Alemanha Oriental | 108    |
| 4     | União Soviética   | 102    |
| 5     | Américas          | 98     |
| 6     | África            | 84     |
| 7     | Oceânia           | 58     |
| 8     | Ásia              | 36     |

| Lugar | País              | Pontos |
| ----- | ----------------- | ------ |
| 1     | Alemanha Oriental | 106    |
| 2     | União Soviética   | 98     |
| 3     | Europa            | 88     |
| 4     | Estados Unidos    | 76     |
| 5     | Américas          | 68     |
| 6     | Oceânia           | 47     |
| 7     | África            | 30     |
| 8     | Ásia              | 26     |

### Resultados por prova

#### 100 metros
| Pos. | Atleta                | País              | Equipa | Marca |
| ---- | --------------------- | ----------------- | ------ | ----- |
| 1    | James Sanford         | Estados Unidos    | USA    | 10"17 |
| 2    | Silvio Leonard        | Cuba              | AME    | 10"26 |
| 3    | Marian Woronin        | Polónia           | EUR    | 10"28 |
| 4    | Olaf Prenzler         | Alemanha Oriental | RDA    | 10"33 |
| 5    | Ernest Obeng          | Gana              | AFR    | 10"36 |
| 6    | Richard James         | Austrália         | OCE    | 10"49 |
| 7    | Suchart Chairsuvaparb | Tailândia         | ASI    | 10"51 |
| 8    | Nikolay Kolesnikov    | União Soviética   | URS    | 11"47 |

| Pos. | Atleta               | País               | Equipa | Marca |
| ---- | -------------------- | ------------------ | ------ | ----- |
| 1    | Evelyn Ashford       | Estados Unidos     | USA    | 11"06 |
| 2    | Marlies Göhr         | Alemanha Oriental  | RDA    | 11"17 |
| 3    | Annegret Richter     | Alemanha Ocidental | EUR    | 11"36 |
| 4    | Lyudmila Kondratyeva | União Soviética    | URS    | 11"47 |
| 5    | Angela Taylor        | Canadá             | AME    | 11"50 |
| 6    | Helen Edwards        | Austrália          | OCE    | 11"67 |
| 7    | Oguzoeme Nsenu       | Nigéria            | AFR    | 11"78 |
| 8    | Emiko Konishi        | Japão              | ASI    | 12"31 |

#### 200 metros
| Pos. | Atleta          | País              | Equipa | Marca |
| ---- | --------------- | ----------------- | ------ | ----- |
| 1    | Silvio Leonard  | Cuba              | AME    | 20"34 |
| 2    | Leszek Dunecki  | Polónia           | EUR    | 20"50 |
| 3    | Peter Okodogbe  | Nigéria           | AFR    | 20"69 |
| 4    | Bernhard Hoff   | Alemanha Oriental | RDA    | 20"73 |
| 5    | Mel Lattany     | Estados Unidos    | USA    | 20"75 |
| 6    | Viktor Burakov  | União Soviética   | URS    | 20"96 |
| 7    | Yasuhiro Harada | Japão             | ASI    | 21"14 |
| 8    | Barry Besanko   | Austrália         | OCE    | 21"19 |

| Pos. | Atleta               | País               | Equipa | Marca |
| ---- | -------------------- | ------------------ | ------ | ----- |
| 1    | Evelyn Ashford       | Estados Unidos     | USA    | 21"83 |
| 2    | Marita Koch          | Alemanha Oriental  | RDA    | 22"02 |
| 3    | Lyudmila Kondratyeva | União Soviética    | URS    | 22"66 |
| 4    | Annegret Richter     | Alemanha Ocidental | EUR    | 22"78 |
| 5    | Angela Taylor        | Canadá             | AME    | 22"83 |
| 6    | Hannah Afriyie       | Gana               | AFR    | 23"61 |
| 7    | Kim Robertson        | Nova Zelândia      | OCE    | 23"78 |
| 8    | Sumiko Kaihara       | Japão              | ASI    | 24"60 |

#### 400 metros
| Pos. | Atleta                 | País               | Equipa | Marca |
| ---- | ---------------------- | ------------------ | ------ | ----- |
| 1    | Hassan El Kashief      | Sudão              | AFR    | 45"39 |
| 2    | Nikolay Chernetsky     | União Soviética    | URS    | 46"06 |
| 3    | Tony Darden            | Estados Unidos     | USA    | 46"12 |
| 4    | Franz-Peter Hofmeister | Alemanha Ocidental | EUR    | 46"36 |
| 5    | Frank Schaffer         | Alemanha Oriental  | RDA    | 46"75 |
| 6    | Colin Bradford         | Jamaica            | AME    | 46"88 |
| 7    | Jim O'Sullivan         | Austrália          | OCE    | 48"20 |
| 8    | Shoichi Handa          | Japão              | ASI    | 48"58 |

| Pos. | Atleta             | País              | Equipa | Marca |
| ---- | ------------------ | ----------------- | ------ | ----- |
| 1    | Marita Koch        | Alemanha Oriental | RDA    | 48"97 |
| 2    | Mariya Kulchunova  | União Soviética   | URS    | 50"60 |
| 3    | Irena Szewinska    | Polónia           | EUR    | 51"15 |
| 4    | Marita Payne       | Canadá            | AME    | 53"01 |
| 5    | Terri-Anne Wangman | Austrália         | OCE    | 53"44 |
| 6    | Ruth Waithera      | Quênia            | AFR    | 53"60 |
| 7    | Patricia Jackson   | Estados Unidos    | USA    | 54"37 |
| 8    | Rita Sen           | Singapura         | ASI    | 57"76 |

#### 800 metros
| Pos. | Atleta              | País               | Equipa | Marca   |
| ---- | ------------------- | ------------------ | ------ | ------- |
| 1    | James Maina         | Quênia             | AFR    | 1'47"69 |
| 2    | James Robinson      | Estados Unidos     | USA    | 1'47"85 |
| 3    | Willi Wülbeck       | Alemanha Ocidental | EUR    | 1'47"88 |
| 4    | Olaf Beyer          | Alemanha Oriental  | RDA    | 1'47"90 |
| 5    | Agberto Guimarães   | Brasil             | AME    | 1'48"8  |
| 6    | Anatoliy Reshetnyak | União Soviética    | URS    | 1'49"4  |
| 7    | John Higham         | Austrália          | OCE    | 1'50"2  |
| 8    | Faleh Naji Jarallah | Iraque             | ASI    | 1'55"4  |

| Pos. | Atleta              | País              | Equipa | Marca   |
| ---- | ------------------- | ----------------- | ------ | ------- |
| 1    | Nikolina Shtereva   | Bulgária          | EUR    | 2'00"52 |
| 2    | Nadezhda Mushta     | União Soviética   | URS    | 2'01"09 |
| 3    | Anita Weiss         | Alemanha Oriental | RDA    | 2'01"33 |
| 4    | Anne Mackie-Morelli | Canadá            | AME    | 2'02"01 |
| 5    | Charlene Rendina    | Austrália         | OCE    | 2'02"62 |
| 6    | Mary Chemweno       | Quênia            | AFR    | 2'04"49 |
| 7    | Wendy Knudson       | Estados Unidos    | USA    | 2'06"06 |
| 8    | Geeta Zutshi        | Índia             | ASI    | 2'10"4  |

#### 1500 metros
| Pos. | Atleta              | País               | Equipa | Marca   |
| ---- | ------------------- | ------------------ | ------ | ------- |
| 1    | Thomas Wessinghage  | Alemanha Ocidental | EUR    | 3'46"00 |
| 2    | Vladimir Ponomaryev | União Soviética    | URS    | 3'46"13 |
| 3    | Jürgen Straub       | Alemanha Oriental  | RDA    | 3'46"30 |
| 4    | Steve Scott         | Estados Unidos     | USA    | 3'46"78 |
| 5    | Mike Boit           | Quênia             | AFR    | 3'46"85 |
| 6    | Steve Foley         | Austrália          | OCE    | 3'47"8  |
| 7    | Paul Craig          | Canadá             | AME    | 3'48"1  |
| 8    | Rattan Singh        | Índia              | ASI    | 3'52"4  |

| Pos. | Atleta                | País              | Equipa | Marca   |
| ---- | --------------------- | ----------------- | ------ | ------- |
| 1    | Christiane Wartenberg | Alemanha Oriental | RDA    | 4'06"86 |
| 2    | Giana Romanova        | União Soviética   | URS    | 4'08"73 |
| 3    | Francie Larrieu       | Estados Unidos    | USA    | 4'09"16 |
| 4    | Sakina Boutamine      | Argélia           | AFR    | 4'12"13 |
| 5    | Alison Wright         | Austrália         | OCE    | 4'13"48 |
| 6    | Brit McRoberts        | Canadá            | AME    | 4'15"33 |
| 7    | Kumiko Kobayashi      | Japão             | ASI    | 4'47"33 |
| DQ   | Tonka Petrova         | Bulgária          | EUR    | 4'06"47 |

#### 5000 metros/3000 metros
| Pos. | Atleta            | País              | Equipa | Marca   |
| ---- | ----------------- | ----------------- | ------ | ------- |
| 1    | Miruts Yifter     | Etiópia           | AFR    | 13'35"9 |
| 2    | Valeriy Abramov   | União Soviética   | URS    | 13'37"6 |
| 3    | Markus Ryffel     | Suíça             | EUR    | 13'38"6 |
| 4    | Hansjörg Kunze    | Alemanha Oriental | RDA    | 13'39"8 |
| 5    | Rodolfo Gómez     | México            | AME    | 13'40"6 |
| 6    | Matt Centrowitz   | Estados Unidos    | USA    | 13'42"0 |
| 7    | David Fitzsimmons | Austrália         | OCE    | 13'45"1 |
| 8    | Gopal Singh Saini | Índia             | ASI    | 14'26"8 |

| Pos. | Atleta            | País              | Equipa | Marca   |
| ---- | ----------------- | ----------------- | ------ | ------- |
| 1    | Svetlana Ulmasova | União Soviética   | URS    | 8'36"34 |
| 2    | Grete Waitz       | Noruega           | EUR    | 8'38"59 |
| 3    | Francie Larrieu   | Estados Unidos    | USA    | 8'53"02 |
| 4    | Ursula Sauer      | Alemanha Oriental | RDA    | 9'13"27 |
| 5    | Barbara Moore     | Nova Zelândia     | OCE    | 9'19"65 |
| 6    | Shauna Miller     | Canadá            | AME    | 9'20"28 |
| 7    | Sakina Boutamine  | Argélia           | AFR    | 9'30"73 |
| 8    | Tashiko Kumagai   | Japão             | ASI    | 9'52"95 |

#### 10000 metros
| Pos. | Atleta             | País              | Equipa | Marca    |
| ---- | ------------------ | ----------------- | ------ | -------- |
| 1    | Miruts Yifter      | Etiópia           | AFR    | 27'53"07 |
| 2    | Craig Virgin       | Estados Unidos    | USA    | 27'59"55 |
| 3    | Aleksandr Antipov  | União Soviética   | URS    | 28'25"17 |
| 4    | Gerard Barrett     | Austrália         | OCE    | 28'29"76 |
| 5    | Peter Butler       | Canadá            | AME    | 28'40"83 |
| 6    | Werner Schildhauer | Alemanha Oriental | RDA    | 28'25"17 |
| 7    | John Treacy        | Irlanda           | EUR    | 29'25"30 |
| 8    | Edward Vincent     | Índia             | ASI    | 29'26"50 |

#### 110 metros barreiras/100 metros barreiras
| Pos. | Atleta             | País              | Equipa | Marca |
| ---- | ------------------ | ----------------- | ------ | ----- |
| 1    | Renaldo Nehemiah   | Estados Unidos    | USA    | 13"39 |
| 2    | Thomas Munkelt     | Alemanha Oriental | RDA    | 13"42 |
| 3    | Alejandro Casañas  | Cuba              | AME    | 13"44 |
| 4    | Aleksandr Puchkov  | União Soviética   | URS    | 13"74 |
| 5    | Jan Pusty          | Polónia           | EUR    | 13"88 |
| 6    | Godwin Obasogie    | Nigéria           | AFR    | 14"18 |
| 7    | Michael Wilson     | Austrália         | OCE    | 14"59 |
| 8    | Yoshifumi Fujimori | Japão             | ASI    | DNF   |

| Pos. | Atleta            | País              | Equipa | Marca |
| ---- | ----------------- | ----------------- | ------ | ----- |
| 1    | Grazyna Rabsztyn  | Polónia           | EUR    | 12"67 |
| 2    | Tatyana Anisimova | União Soviética   | URS    | 12"75 |
| 3    | Kerstin Claus     | Alemanha Oriental | RDA    | 13"03 |
| 4    | Debbie LaPlante   | Estados Unidos    | USA    | 13"23 |
| 5    | Sharon Lane       | Canadá            | AME    | 13"63 |
| 6    | Penny Gillies     | Austrália         | OCE    | 13"88 |
| 7    | Judi Bell-Gam     | Nigéria           | AFR    | 13"93 |
| 8    | Emi Akimoto       | Japão             | ASI    | 14"28 |

#### 400 metros barreiras
| Pos. | Atleta              | País               | Equipa | Marca |
| ---- | ------------------- | ------------------ | ------ | ----- |
| 1    | Edwin Moses         | Estados Unidos     | USA    | 47"53 |
| 2    | Harald Schmid       | Alemanha Ocidental | EUR    | 48"71 |
| 3    | Vasiliy Arkhipenko  | União Soviética    | URS    | 48"97 |
| 4    | Volker Beck         | Alemanha Oriental  | RDA    | 49"66 |
| 5    | Peter Grant         | Austrália          | OCE    | 50"20 |
| 6    | Antônio E. Ferreira | Brasil             | AME    | 50"54 |
| 7    | Daniel Kimaiyo      | Quênia             | AFR    | 50"55 |
|      | Hassan Kadhum       | Iraque             | ASI    | DNS   |

| Pos. | Atleta           | País              | Equipa | Marca |
| ---- | ---------------- | ----------------- | ------ | ----- |
| 1    | Bärbel Klepp     | Alemanha Oriental | RDA    | 55"83 |
| 2    | Marina Makeyeva  | União Soviética   | URS    | 56"02 |
| 3    | Debbie Esser     | Estados Unidos    | USA    | 56"75 |
| 4    | Christine Warden | Reino Unido       | EUR    | 57"20 |
| 5    | Lynette Young    | Austrália         | OCE    | 58"80 |
| 6    | Francine Gendron | Canadá            | AME    | 61"02 |
| 7    | Yumiko Aoki      | Japão             | ASI    | 61"02 |
| 8    | Fatima El Faquir | Marrocos          | AFR    | 67"42 |

### 3000 metros obstáculos
| Pos. | Atleta              | País              | Equipa | Marca   |
| ---- | ------------------- | ----------------- | ------ | ------- |
| 1    | Kiprotich Rono      | Quênia            | AFR    | 8'25"97 |
| 2    | Ralf Pönitzsch      | Alemanha Oriental | RDA    | 8'29"28 |
| 3    | Mariano Scartezzini | Itália            | EUR    | 8'29"44 |
| 4    | Henry Marsh         | Estados Unidos    | USA    | 8'30"09 |
| 5    | Masanari Shintaku   | Japão             | ASI    | 8'40"00 |
| 6    | Anatoliy Dimov      | União Soviética   | URS    | 8'46"23 |
| 7    | Philippe Lahuerte   | Canadá            | AME    | 8'54"68 |
| 8    | Howard Healey       | Nova Zelândia     | OCE    | 9'15"06 |

#### Estafeta 4 x 100 metros
| Pos. | Atletas | Equipa | Marca |
| ---- | --- | ------ | ----- |
| 1    | Osvaldo Lara, Cuba · Nelson Rocha dos Santos, Brasil · Silvio Leonard, Cuba · Altevir Araújo Filho, Brasil    | AME    | 38"70 |
| 2    | Mike Roberson · Harvey Glance · Mel Lattany · Steve Riddick, Estados Unidos                                   | USA    | 38"77 |
| 3    | Jerzy Brunner · Leszek Dunecki · Zenon Licznerski · Marian Woronin, Polónia                                   | EUR    | 38"85 |
| 4    | Klaus-Dieter Kurrat · Detlef Kübeck · Olaf Prenzler · Steffen Thrän, Alemanha Oriental                        | RDA    | 38"86 |
| 5    | Ernest Obeng, Gana · Edward Ofili, Nigéria · Théophile Nkounkou, República do Congo · Peter Okodogbe, Nigéria | AFR    | 39"02 |
| 6    | Valeriy Podluzhny · Andrey Shlyapnikov · Aleksandr Aksinin · Vladimir Ignatenko, União Soviética              | URS    | 39"52 |
| 7    | James Kelly · Richard James · Barry Besanko · Colin O'Sullivan, Austrália                                     | OCE    | 39"85 |
| 8    | Suchart Chairsuvaparb, Tailândia · Mohammed Al-Malky, Omã · Akira Harada, Japão · Shunzo Shito, Japão         | ASI    | 40"09 |

| Pos. | Atletas | Equipa | Marca |
| ---- | --- | ------ | ----- |
| 1    | Linda Haglund, Suécia · Chantal Réga, França · Annegret Richter, Alemanha Ocidental · Heather Oakes, Reino Unido | EUR    | 42"19 |
| 2    | Christina Brehmer · Romy Schneider · Ingrid Auerswald · Marlies Göhr, Alemanha Oriental                          | RDA    | 42"32 |
| 3    | Vera Anisimova · Olga Korotkova · Marina Sidorova · Lyudmila Kondratyeva, União Soviética                        | URS    | 42"52 |
| 4    | Evelyn Ashford · Karen Hawkins · Dollie Fleetwood · Valerie Boyer, Estados Unidos                                | USA    | 43"53 |
| 5    | Lilieth Hodges, Jamaica · Rose Allwood, Jamaica · Silvia Chivás, Cuba · Angella Taylor, Canadá                   | AME    | 43"99 |
| 6    | Helen Edwards, Austrália · Debbie Wells, Austrália · Janeen Faithfull, Austrália · Kim Robertson, Nova Zelândia  | OCE    | 44"62 |
| 7    | Nazaeli Kyomo, Tanzânia · Grace Bakari, Gana · Hannah Afriyie, Gana · Oguzoeme Nsenu, Nigéria                    | AFR    | 44"83 |
| 8    | Yumiko Aoi, Japão · Usanee Lopinkarn, Tailândia · Mo Hyung-Hee, Coreia do Sul · Ying Yaping, China               | ASI    | 46"19 |

#### Estafeta 4 x 400 metros
| Pos. | Atletas | Equipa | Marca   |
| ---- | --- | ------ | ------- |
| 1    | Herman Frazier · Darrell Green · Willie Smith · Tony Darden, Estados Unidos                                                            | USA    | 3'00"70 |
| 2    | Ryszard Podlas, Polónia · Harry Schulting, Países Baixos · Franz-P. Hofmeister, Alemanha Ocidental · Harald Schmid, Alemanha Ocidental | EUR    | 3'00"80 |
| 3    | Billy Konchellah, Quênia · Ndubuisi Dele Udo, Nigéria · James Atuti, Quênia · Hassan El Kashief, Sudão                                 | AFR    | 3'01"22 |
| 4    | Viktor Burakov · Vasiliy Arkhipenko · Remigius Valiulis · Nikolay Chernetskiy, União Soviética                                         | URS    | 3'02"24 |
| 5    | Ian Stapleton, Jamaica · Colin Bradford, Jamaica · Brian Saunders, Canadá · Clyde Edwards, Barbados                                    | AME    | 3'02"39 |
| 6    | Frank Richter · Udo Bauer · Frank Schaffer · Manfred Konow, Alemanha Oriental                                                          | RDA    | 3'05"27 |
| 7    | Peter Grant, Austrália · Jim O'Sullivan, Austrália · John Higham, Austrália · Peter Pearless, Nova Zelândia                            | OCE    | 3'06"20 |
| 8    | Fahim Al-Sada, Iraque · Uday Krishna Pradu, Índia · Ramashwany Gnanasekaran, Índia · Shoichi Handa, Japão                              | ASI    | 3'12"49 |

| Pos. | Atletas | Equipa | Marca   |
| ---- | --- | ------ | ------- |
| 1    | Gabriele Kotte · Christina Brehmer · Brigitte Kohn · Marita Koch, Alemanha Oriental                                           | RDA    | 3'20"37 |
| 2    | Irina Bagryantseva · Tatyana Prorochenko · Nina Zyuskova · Mariya Kulchunova, União Soviética                                 | URS    | 3'23"04 |
| 3    | Sharon Dabney · Rosalyn Bryant · Patricia Jackson · Sherri Howard, Estados Unidos                                             | USA    | 3'27"36 |
| 4    | Karoline Käfer, Áustria · Jarmila Kratochvílová, Tchecoslováquia · Elke Decker, Alemanha Ocidental · Irena Szewińska, Polónia | EUR    | 3'27"39 |
| 5    | Aurelia Pentón, Cuba · Jacqueline Pusey, Jamaica · Marita Payne, Canadá · June Griffith, Guiana                               | AME    | 3'28"50 |
| 6    | Marian O'Shaughnessy, Austrália · Terri-Anne Wangman, Austrália · Lynnette Young, Austrália · Kim Robertson, Nova Zelândia    | OCE    | 3'35"60 |
| 7    | Grace Bakari, Gana · Marieme Boye, Senegal · Mary Chemweno, Quênia · Ruth Waithera, Quênia                                    | AFR    | 3'36"24 |
| 8    | Rita Sen, Índia · Yumiko Aoi, Japão · Saik Oik Cum, Malásia · Chen Juying, China                                              | ASI    | 3'48"75 |

#### Salto em altura
| Pos. | Atleta              | País              | Equipa | Marca  |
| ---- | ------------------- | ----------------- | ------ | ------ |
| 1    | Franklin Jacobs     | Estados Unidos    | USA    | 2,27 m |
| 2    | Jacek Wszoła        | Polónia           | EUR    | 2,27 m |
| 3    | Aleksandr Grigoryev | União Soviética   | URS    | 2,24 m |
| 4    | Rolf Beilschmidt    | Alemanha Oriental | RDA    | 2,24 m |
| 5    | Milt Ottey          | Canadá            | AME    | 2,10 m |
| 6    | Othmane Belfaa      | Argélia           | AFR    | 2,10 m |
| 7    | Kazunori Koshikawa  | Japão             | ASI    | 2,05 m |
| 8    | Michael Dick        | Austrália         | OCE    | 2,00 m |

| Pos. | Atleta              | País              | Equipa | Marca     |
| ---- | ------------------- | ----------------- | ------ | --------- |
| 1    | Debbie Brill        | Canadá            | AME    | 1,96 m NR |
| 2    | Sara Simeoni        | Itália            | EUR    | 1,94 m    |
| 3    | Nina Serbina        | União Soviética   | URS    | 1,90 m    |
| 4    | Rosemarie Ackermann | Alemanha Oriental | RDA    | 1,87 m    |
| 5    | Louise Ritter       | Estados Unidos    | USA    | 1,87 m    |
| 6    | Catherine Soanes    | Austrália         | OCE    | 1,78 m    |
| 7    | Zheng Dazhen        | China             | ASI    | 1,75 m    |
| 8    | Kawther Akremi      | Tunísia           | AFR    | 1,65 m    |

### Salto com vara
| Pos. | Atleta            | País              | Equipa | Marca  |
| ---- | ----------------- | ----------------- | ------ | ------ |
| 1    | Mike Tully        | Estados Unidos    | USA    | 5,45 m |
| 2    | Patrick Abada     | França            | EUR    | 5,45 m |
| 3    | Konstantin Volkov | União Soviética   | URS    | 5,30 m |
| 4    | Bruce Simpson     | Canadá            | AME    | 5,20 m |
| 5    | Itsuo Takanezawa  | Japão             | ASI    | 5,00 m |
| 6    | Axel Weber        | Alemanha Oriental | RDA    | 5,00 m |
| 7    | Bob Huddle        | Austrália         | OCE    | 4,60 m |
| 8    | Kaddour Rahal     | Argélia           | AFR    | NH     |

#### Salto em comprimento
| Pos. | Atleta            | País              | Equipa | Marca  |
| ---- | ----------------- | ----------------- | ------ | ------ |
| 1    | Larry Myricks     | Estados Unidos    | USA    | 8,52 m |
| 2    | Lutz Dombrowski   | Alemanha Oriental | RDA    | 8,27 m |
| 3    | David Giralt      | Cuba              | AME    | 8,22 m |
| 4    | Valeriy Podluzhny | União Soviética   | URS    | 7,88 m |
| 5    | Gary Honey        | Austrália         | OCE    | 7,72 m |
| 6    | Grzegorz Cybulski | Polónia           | EUR    | 7,66 m |
| 7    | Suresh Babu       | Índia             | ASI    | 7,41 m |
| 8    | Kayode Elegbede   | Nigéria           | AFR    | 7,36 m |

| Pos. | Atleta            | País              | Equipa | Marca  |
| ---- | ----------------- | ----------------- | ------ | ------ |
| 1    | Anita Stukane     | União Soviética   | URS    | 6,64 m |
| 2    | Brigitte Wujak    | Alemanha Oriental | RDA    | 6,55 m |
| 3    | Kathy McMillan    | Estados Unidos    | USA    | 6,31 m |
| 4    | Eloisa Echevarría | Cuba              | AME    | 6,25 m |
| 5    | Doina Anton       | Roménia           | EUR    | 6,09 m |
| 6    | Sumie Awara       | Japão             | ASI    | 5,96 m |
| 7    | Lynette Jacenko   | Austrália         | OCE    | 5,91 m |
| 8    | Bella Bell-Gam    | Nigéria           | AFR    | 5,73 m |

### Triplo salto
| Pos. | Atleta                  | País              | Equipa | Marca   |
| ---- | ----------------------- | ----------------- | ------ | ------- |
| 1    | João Carlos de Oliveira | Brasil            | AME    | 17,02 m |
| 2    | Gennadiy Valyukevich    | União Soviética   | URS    | 16,94 m |
| 3    | Ian Campbell            | Austrália         | OCE    | 16,76 m |
| 4    | Zou Zhenxian            | China             | ASI    | 16,68 m |
| 5    | Willie Banks            | Estados Unidos    | USA    | 16,66 m |
| 6    | Lothar Gora             | Alemanha Oriental | RDA    | 16,31 m |
| 7    | Ajayi Agbebaku          | Nigéria           | AFR    | 16,31 m |
| 8    | Bernard Lamitié         | França            | EUR    | 15,86 m |

#### Arremesso do peso
| Pos. | Atleta                | País              | Equipa | Marca   |
| ---- | --------------------- | ----------------- | ------ | ------- |
| 1    | Udo Beyer             | Alemanha Oriental | RDA    | 20,45 m |
| 2    | Reijo Ståhlberg       | Finlândia         | EUR    | 20,05 m |
| 3    | Aleksandr Baryshnikov | União Soviética   | URS    | 20,00 m |
| 4    | Dave Laut             | Estados Unidos    | USA    | 19,42 m |
| 5    | Bishop Dolegiewicz    | Canadá            | AME    | 19,40 m |
| 6    | Youssef Nagui Assaad  | Egito             | AFR    | 19,00 m |
| 7    | Mohamed Al-Zinkawi    | Kuwait            | ASI    | 17,25 m |
| 8    | Ray Rigby             | Austrália         | OCE    | 16,43 m |

| Pos. | Atleta                | País              | Equipa | Marca   |
| ---- | --------------------- | ----------------- | ------ | ------- |
| 1    | Ilona Slupianek       | Alemanha Oriental | RDA    | 20,98 m |
| 2    | Helena Fibingerová    | Tchecoslováquia   | EUR    | 19,74 m |
| 3    | Svetlana Krachevskaya | União Soviética   | URS    | 19,70 m |
| 4    | Maren Seidler         | Estados Unidos    | USA    | 18,86 m |
| 5    | Elena Sarriá          | Cuba              | AME    | 18,59 m |
| 6    | Shen Lijuan           | China             | ASI    | 16,46 m |
| 7    | Bev Francis           | Austrália         | OCE    | 15,16 m |
| 8    | Odette Mistoul        | Gabão             | AFR    | 13,71 m |

#### Lançamento do disco
| Pos. | Atleta                 | País              | Equipa | Marca   |
| ---- | ---------------------- | ----------------- | ------ | ------- |
| 1    | Wolfgang Schmidt       | Alemanha Oriental | RDA    | 66,02 m |
| 2    | Mac Wilkins            | Estados Unidos    | USA    | 64,92 m |
| 3    | Luis Mariano Delís     | Cuba              | AME    | 63,50 m |
| 4    | Knut Hjeltnes          | Noruega           | EUR    | 63,50 m |
| 5    | Igor Duginyets         | União Soviética   | URS    | 59,34 m |
| 6    | Robin Tait             | Nova Zelândia     | OCE    | 54,60 m |
| 7    | Abderrazak Ben Hassine | Tunísia           | AFR    | 52,82 m |
| 8    | Kiyotaka Kawasaki      | Japão             | ASI    | 52,54 m |

| Pos. | Atleta             | País              | Equipa | Marca   |
| ---- | ------------------ | ----------------- | ------ | ------- |
| 1    | Evelin Jahl        | Alemanha Oriental | RDA    | 65,18 m |
| 2    | Svetlana Melnikova | União Soviética   | URS    | 65,14 m |
| 3    | Maria Betancourt   | Cuba              | AME    | 62,84 m |
| 4    | Svetla Bozhkova    | Bulgária          | EUR    | 60,84 m |
| 5    | Gael Mulhall       | Austrália         | OCE    | 56,50 m |
| 6    | Li Xiaohui         | China             | ASI    | 55,64 m |
| 7    | Lynne Winbigler    | Estados Unidos    | USA    | 50,06 m |
| 8    | Zoubida Laayouni   | Marrocos          | AFR    | 46,08 m |

#### Lançamento do dardo
| Pos. | Atleta            | País               | Equipa | Marca   |
| ---- | ----------------- | ------------------ | ------ | ------- |
| 1    | Wolfgang Hanisch  | Alemanha Oriental  | RDA    | 86,48 m |
| 2    | Michael O'Rourke  | Nova Zelândia      | OCE    | 85,80 m |
| 3    | Antonio González  | Cuba               | AME    | 83,44 m |
| 4    | Michael Wessing   | Alemanha Ocidental | EUR    | 81,06 m |
| 5    | Aleksandr Makarov | União Soviética    | URS    | 80,76 m |
| 6    | Jacques Abéhi Ayé | Costa do Marfim    | AFR    | 74,94 m |
| 7    | Shen Maomao       | China              | ASI    | 72,70 m |
| 8    | Duncan Atwood     | Estados Unidos     | USA    | 71,06 m |

| Pos. | Atleta           | País              | Equipa | Marca   |
| ---- | ---------------- | ----------------- | ------ | ------- |
| 1    | Ruth Fuchs       | Alemanha Oriental | RDA    | 66,10 m |
| 2    | Eva Zorgo-Raduly | Roménia           | EUR    | 65,82 m |
| 3    | María Colón      | Cuba              | AME    | 63,50 m |
| 4    | Kate Schmidt     | Estados Unidos    | USA    | 59,98 m |
| 5    | Saida Gunba      | União Soviética   | URS    | 57,00 m |
| 6    | Li Xiaohui       | China             | ASI    | 52,50 m |
| 7    | Pam Matthews     | Austrália         | OCE    | 52,48 m |
| 8    | Agnès Tchuinté   | Camarões          | AFR    | 49,64 m |

#### Lançamento do martelo
| Pos. | Atleta              | País               | Equipa | Marca   |
| ---- | ------------------- | ------------------ | ------ | ------- |
| 1    | Sergey Litvinov     | União Soviética    | URS    | 78,70 m |
| 2    | Karl-Hans Riehm     | Alemanha Ocidental | EUR    | 75,88 m |
| 3    | Roland Steuk        | Alemanha Oriental  | RDA    | 74,82 m |
| 4    | Peter Farmer        | Austrália          | OCE    | 71,68 m |
| 5    | Armando Orozco      | Cuba               | AME    | 69,62 m |
| 6    | Shigenobu Murofushi | Japão              | ASI    | 67,32 m |
| 7    | Boris Djerassiaomao | Estados Unidos     | USA    | 65,20 m |
| 8    | Abdellah Boubekeur  | Argélia            | AFR    | 51,66 m |

## Legenda
- WR : Recorde do mundo
- AR : Recorde continental
- NR : Recorde nacional
- DQ : Desqualificado
- DNF: Abandono
- DNS: Não partiu
- NH : Não marcou